# Karl von Eschwege
Karl Moritz Willibald Johann von Eschwege (* 26. Oktober 1826 in Reichensachsen; † 17. Oktober 1890 in Fritzlar) war ein deutscher Verwaltungsbeamter.

## Leben
Karl (auch Carl) von Eschwege war der Sohn des Kammerherren und Abgeordneten Carl von Eschwege (1789–1857) und dessen Ehefrau Henriette Auguste Charlotte Wilhelmine geborene von Boyneburgk. Er studierte an der Ruprecht-Karls-Universität Heidelberg und der Georg-August-Universität Göttingen. 1850 wurde er Mitglied des Corps Saxo-Borussia Heidelberg. Im gleichen Jahr schloss er sich dem Corps Saxo-Borussia Göttingen an.
Nach dem Studium trat er in den kurhessischen Staatsdienst ein. Als Kreissekretär des Landkreises Ziegenhain wurde er, seit der Annexion Kurhessens durch das Königreich Preußen in preußischen Diensten, 1868 zum Landrat des Kreises Fritzlar ernannt. Dieses Amt hatte er bis zu seinem Tod 1890 inne.
Er war 1865 bis 1866 Mitglied der Kurhessischen Ständeversammlung (Wahlkreis der Ritterschaft des Werrastroms) und 1886 bis 1890 Mitglied des Kommunallandtags Kassel und des Provinziallandtags der Provinz Hessen-Nassau.